# Roland Charrière
Roland Claude Emmanuel Charrière (* 10. März 1926 in Clermont-Ferrand; † 16. August 1990 ebenda) war ein französischer Autorennfahrer.

## Karriere als Rennfahrer
Roland Charrière war in den 1960er-Jahren als Sportwagenpilot aktiv. Er startete für den Rennstall von René Bonnet mehrmals bei der Targa Florio, dem 1000-km-Rennen auf dem Nürburgring und 1964 beim 24-Stunden-Rennen von Le Mans. 

## Statistik

### Le-Mans-Ergebnisse
| Jahr | Team                            | Fahrzeug        | Teamkollege  | Platzierung | Ausfallgrund |
| ---- | ------------------------------- | --------------- | ------------ | ----------- | ------------ |
| 1964 | Société Automobiles René Bonnet | René Bonnet RB5 | Bruno Basini | Ausfall     | Motorschaden |

### Einzelergebnisse in der Sportwagen-Weltmeisterschaft
| Saison | Team                                | Rennwagen                        | 1   | 2   | 3   | 4   | 5   | 6   | 7   | 8   | 9   | 10  | 11  | 12  | 13  | 14  | 15  | 16  | 17  | 18  | 19  | 20  | 21  | 22  |
| ------ | ----------------------------------- | -------------------------------- | --- | --- | --- | --- | --- | --- | --- | --- | --- | --- | --- | --- | --- | --- | --- | --- | --- | --- | --- | --- | --- | --- |
| 1963   | René Bonnet Roland Charrière        | René Bonnet Djet                 | DAY | SEB | SEB | TAR | SPA | MAI | NÜR | CON | ROS | LEM | MON | WIS | TAV | FRE | CCE | RTT | OVI | NÜR | MON | MON | TDF | BRI |
| 1963   | René Bonnet Roland Charrière        | René Bonnet Djet                 |     |     |     | DNF |     |     | 22  |     |     |     |     |     | DNF |     |     |     |     |     |     |     |     |     |
| 1964   | René Bonnet Automobiles René Bonnet | René Bonnet Djet René Bonnet RB5 | DAY | SEB | TAR | MON | SPA | CON | NÜR | ROS | LEM | REI | FRE | CCE | RTT | SIM | NÜR | MON | TDF | BRI | BRI | PAR |     |     |
| 1964   | René Bonnet Automobiles René Bonnet | René Bonnet Djet René Bonnet RB5 |     |     | DNF |     |     |     | 42  |     | DNF |     |     |     |     |     |     |     | DNF |     |     |     |     |     |